# Insuficiență respiratorie
Insuficiența respiratorie este o afecțiune a aparatului respirator extern, unde mecanismul de respirație se deteriorează astfel încât, alveolele pulmonare devin subaerate și prin asta se provoacă o micșorare a schimbului de gaze la nivelul plămânilor.

## Valori gazoase sanguine
În toate cazurile de insuficiență pulmonară se constată o înrăutățire a valorilor gazoase normale ale sângelui. Este vorba de conținutul sanguin de oxigen și de bioxid de carbon. Din acest punct de vedere se deosebesc:
- Insuficiență respiratorică parțială, unde se modifică scăzând, doar presiunea oxigenală în sânge (stare denumită profesional hipoxemie), valoarea privind bioxidul de carbon reușind compensatoriu să fie menținută la normal.
- Însuficiență respiratorică globală, unde presiunea sanguină oxigenală scade iar cea a bioxidului de carbon crește, survenind deci simultan atât o hipoxemie cât și o hipercapnie (prea mult bioxid de carbon) a sângelui.

## Insuficiență acută și insuficiență cronică
Din punct de vedere temporal se deosebesc două forme de insuficiență:
- Insuficiență respiratorie acută
- Insuficiență respiratorie cronică

## Insuficiență cronică
Insuficienṭa respiratorie cronică este o afecțiune a aparatului respirator, mai des întâlnită decât forma acută, căci se apreciază că aproximativ 20% dintre persoanele adulte au probleme ale căilor respiratorii de natură obstructivă, dintre care la o treime (1/3) se dezvoltă cu timpul o insuficiență respiratorie cronică. În cele mai frecvente din cazuri, există în timp, o stare latentă (compensată) de predispoziție personală a afecțiunii, neobservabilă decât la eforturi, sarcini fizice deosebite. Mai târziu, se poate ajunge la o progresivitate a manifestărilor, sau la o periodică decompensată formă a tulburărilor de respirație, când deci durata unei insuficiențe intervenite este relativ mai lungă.

## Terapia insuficienței cronice
Terapia insuficienței respiratorii cronice se axează în primul plan pe combaterea afecțiunilor de sănătate ce pot genera sau accentua simptomele de insuficiență, cum ar fi: pneumoconioză (boala legată de inhalare frecventă de praf), astm bronșic, adipozitate exagerată (stare de îngrășare), pleuraempiemă (toraxempiem) care este o afecțiune post-pneumonie sau urmare a unei accidentări în zona toracică. De asemeni terapia urmărește și eliminarea factorilor (externi) de expunere care pot provoca simptome de insuficiență în respirație. Tratamentul simptomatic (al simptomelor) se realizează prin terapie de durată cu oxigen (O), exerciții de autorespirație ( mai ales noaptea, cu mască), evitarea de narcotice ce pot influența negativ centrii nervoși de respirație, gimnastică terapeutică si în sfârșit fizico-terapie prin îndepărtarea mucozităților în cazul îmbolnăvirilor provocatoare de mucozități.